# 伊予灘サービスエリア
伊予灘サービスエリア（いよなだサービスエリア）は、愛媛県伊予市宮下にある、松山自動車道のサービスエリアである。

## 施設
当サービスエリアは上下線とも伊予鉄商事（旧・伊予鉄会館）による運営である。また、供用開始当初からガソリンスタンドやレストランはなく、一般的なパーキングエリア並みの設備内容となっている。

### 上り線（川之江方面）
- 駐車場[1]
  - 大型 15台
  - 小型 58台
  - 二輪 4台
  - トレーラー 2台
  - 車椅子用 1台
- トイレ[1]
  - 男性 大2（和式1、洋式1）、小6[2]
  - 女性 9（和式4、洋式5）[2]
  - 車椅子用 1
- 給電スタンド（24時間、1基設置）[1]
- スナック（7:00 - 22:00）[1]
- ショッピング（7:00 - 22:00）[1]
- 自動販売機
- ウェルカムゲート（7:00 - 22:00、駐車場4台）[3]
  - サイクルオアシス（7:00 - 22:00）[4]

### 下り線（大洲・宇和島方面）
- 駐車場[5]
  - 大型 8台
  - 小型 38台
  - 二輪 4台
  - トレーラー 2台
  - 車椅子用 1台
- トイレ[5]
  - 男性 大2（和式1、洋式1）、小6[2]
  - 女性 9（和式4、洋式5）[2]
  - 車椅子用 1
- 給電スタンド（24時間、1基設置）[5]
- スナック（7:00 - 22:00）[5]
- ショッピング（7:00 - 22:00）[5]
- 自動販売機
- ウェルカムゲート（7:00 - 22:00、駐車場6台）[3]
  - サイクルオアシス（7:00 - 22:00）[4]

## 恋人の聖地

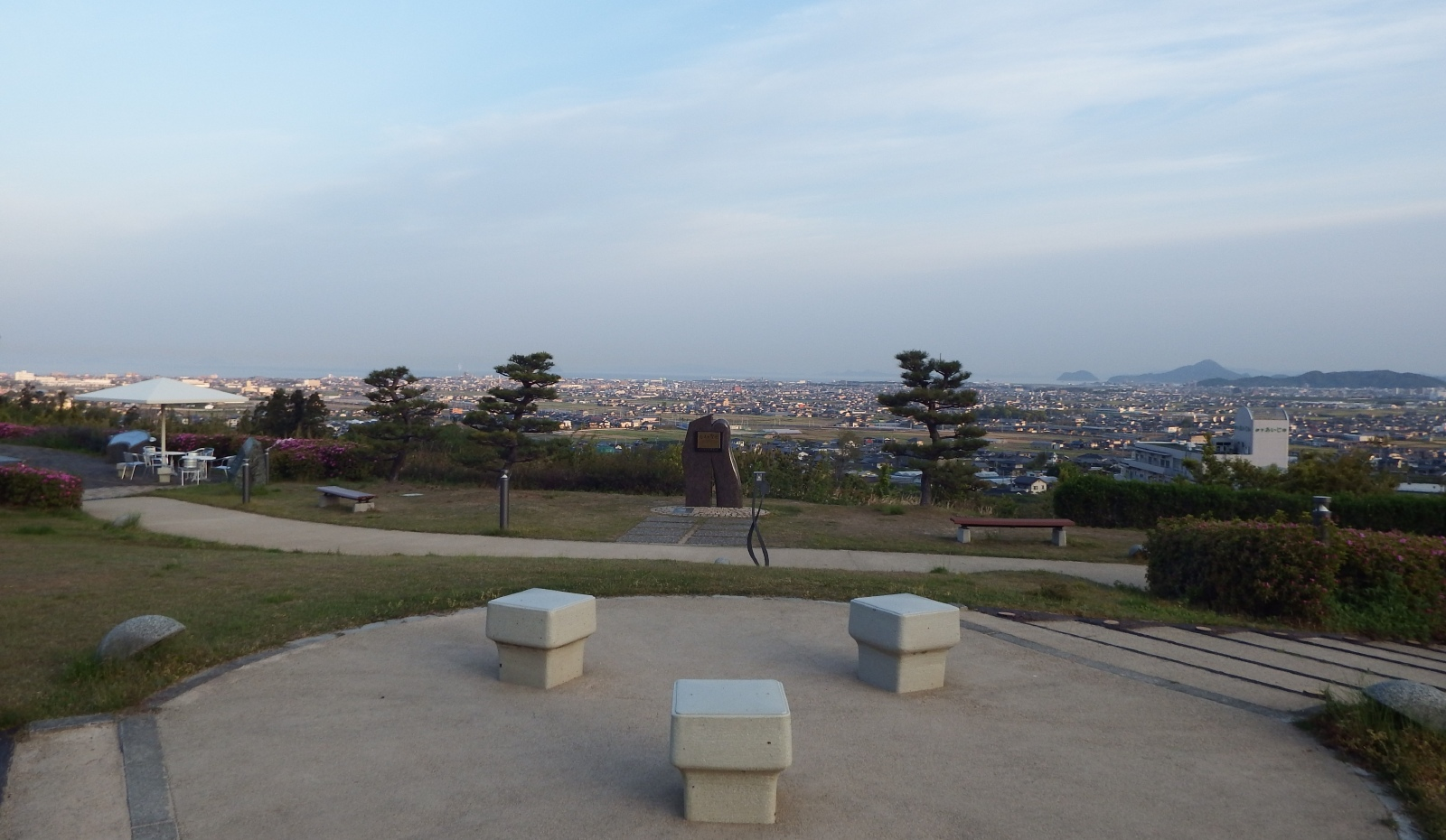
恋人の聖地 下り線

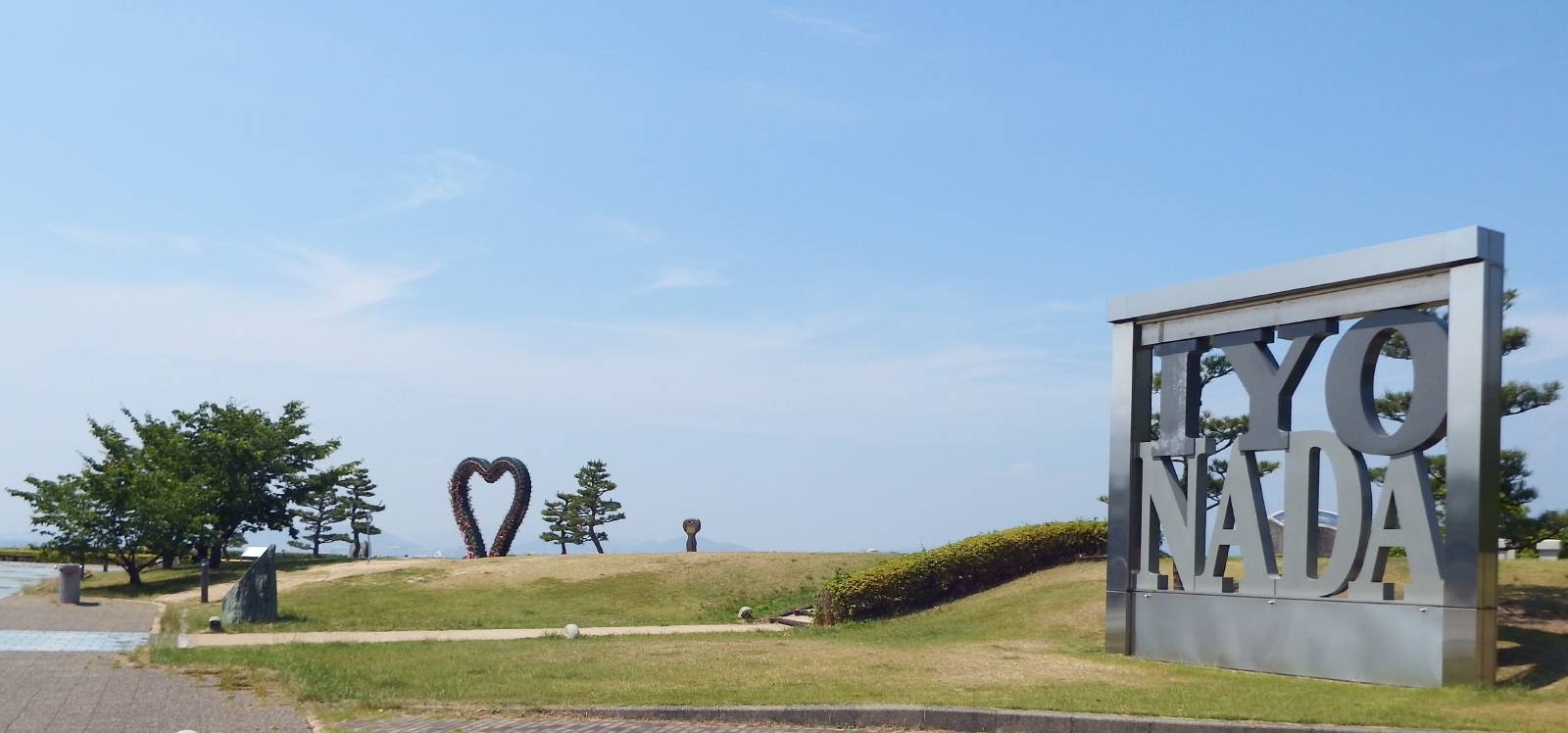
恋人の聖地 上り線

施設が高台に位置しており、夕日や松山平野の夜景が望めることから、2008年に上下線ともに恋人の聖地に認定された。認定記念のモニュメントが設置され、それを囲むように「ハートロックフェンス」と呼ばれる南京錠を掛けるためのフェンスが設置されていたが、西日本高速道路（NEXCO西日本）愛媛高速道路事務所は南京錠の重みでフェンスが倒壊する可能性があると判断し、2018年に撤去を決定。2019年6月28日に撤去された。
取り外した南京錠は2020年6月30日までNEXCO西日本愛媛高速道路事務所にて保管され、希望者には返却される。返却されなかったものは記念となるものに再生された後、設置される予定である。

## 隣
E56 松山自動車道
(13) 松山IC - 伊予灘SA - (14) 伊予IC